# On Wenlock Edge
On Wenlock Edge è un ciclo di canzoni composto nel 1909 da Ralph Vaughan Williams per tenore, pianoforte e quartetto d'archi. Il ciclo é basato sull'ambientazione di sei poesie tratte dalla collezione A Shropshire Lad del 1896 di Alfred Edward Housman.

## Storia
Il lavoro fu presentato in anteprima da Gervase Elwes, Frederick Kiddle e dal Quartetto Schwiller il 15 novembre 1909 nella Aeolian Hall di Londra. Fu in seguito orchestrato dal compositore in una versione eseguita per la prima volta il 24 gennaio 1924. Le successive edizioni mostrano una battuta escissa dal movimento finale (Clun): la terza battuta dalla fine. Le note della partitura di Boosey e Hawkes del 1946 lo indicano in una nota a piè di pagina nell'ultima pagina. Il ciclo fu registrato da Elwes, Kiddle e dal London String Quartet nel 1917.
Una performance tipica dura circa 22 minuti.

## Movimenti
I numeri romani in questo elenco di brani sono tratti da A Shropshire Lad:
1. XXXI "On Wenlock Edge"
2. XXXII "From Far, from Eve and Morning"
3. XXVII "Is My Team Ploughing"
4. XVIII "Oh, When I Was in Love with You"
5. XXI "Bredon Hill" (prima riga: "In summertime on Bredon")
6. L "Clun" (Il titolo di Housman e la prima riga: "Clunton and Clunbury")

Una versione precedente di "Is My Team Ploughing?", per voce e pianoforte, era stata eseguita il 26 gennaio 1909 in un concerto sponsorizzato da Gervase Elwes e James Friskin.
Con fastidio di Housman, Vaughan Williams omise il terzo e il quarto versetto di "Is My Team Ploughing". Il compositore osservò nel 1927 o più tardi che sentiva "che il compositore ha assolutamente diritto artisticamente di ambientare qualsiasi parte di una poesia che sceglie a condizione che non cambi effettivamente il senso".